# 河圖洛書

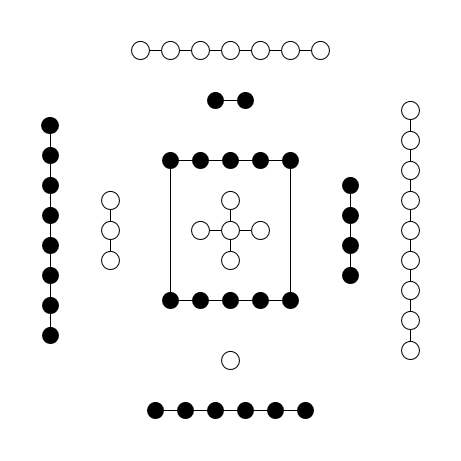
五行生成數，朱熹當作是古代的「河圖」

九宮數，朱熹當作是古代的「洛書」

河圖與洛書是中國古代傳說中上天授予的祥瑞之兆。相傳聖王如有德政，上天會授予河圖洛書（籙圖、丹書），象徵天子為天命所歸，有合法治理天下的權威。
兩漢時的文士認為河圖洛書即是伏羲八卦與洪範九疇，而有“伏羲王天下，龍馬出河，遂則其文以畫八卦，謂之河圖”，“洛出書，神龜負文而出，列于背，有數至於九，禹遂因而第之，以成九類，常道所以次序”的傳說。當時還藉此發展出一系列有文字、成篇章的書籍，如《河圖括地象》《雒書靈准聽》，與讖緯之學融合在一起。
隋煬帝時，學士杜寶編纂《水飾圖經》，收集古代七十二個關於水的故事；朝散大夫黄衮依故事用木頭製成「水飾」（水上機械木偶）。其中包括河圖洛書的傳說，講述古聖賢君王得天授河圖洛書，如「神龜負八卦出河，進於伏犧。黃龍負圖出河，玄龜銜符出洛，太鱸魚銜籙圖出翠媯之水，並授黃帝。黃帝齋於玄扈，鳳鳥降於洛上，丹甲靈龜銜書出洛授蒼頡……白面長人而魚身，捧河圖授禹，舞而入河」。
五代以後，河圖洛書指一種與宋代易學有關的數字排列圖案。五代道士陳摶提出一種包含五行生成數與九宮數的圖案，劉牧以其為河圖洛書圖象──這為南宋大儒朱熹所採納（不過其對圖象名稱的認定和劉牧相反），而成了後來解釋《周易》圖象的官學論說。明朝初年，趙撝謙把所得來的太極圖稱為「天地自然之圖」，說那是秘傳的河圖。陳摶所傳下來的「河洛易數」以及太極圖被認作是中國傳統重要的易理哲學部分，廣泛應用於風水、占卜、算命等術數當中。

不過，宋明以來，也有人主張自漢至宋所稱的河圖洛書皆為附會古代傳說而作，不足為憑，並提出新說，如俞琰《周易集說》認為河圖為玉之有紋者，洛書為白石而有紋者，伏羲之時，未有文字，因河圖洛書之紋而畫卦。黃宗羲、黃宗炎、毛奇齡和胡渭等清代學者，亦詳加考辨，黃宗羲、黃宗炎以河圖洛書為圖經、方志，毛奇齡認為是規畫、簡策，胡渭認河圖為載道之寶器，洛書為象形之初文。黃宗炎更批評周易圖學是道教學說，儒者若以此解《易》，是背離經學，並表示：
「河圖洛書之說，因漢世習為讖緯，遂謂龍馬神龜貢獻符瑞，其事略與兩漢之言禎祥者相似。後儒因緣敷會，日增月益，至陳圖南鑿鑿定為一六二七三八四九五十之數，下上左右中之位為河圖；又定為九宮，奇正耦隅之狀為洛書，云是羲卦禹範之根。原兩相比校，俱似影響，未見有實理存乎其間，惟歐陽永叔斥為怪妄，不足深信，誠信是仲尼之徒也。」
現今的孟津縣會盟鎮，黃河與其支流圖河交匯處，相傳即為「龍馬負圖」之地，建有「龍馬負圖寺」；洛寧縣洛河與其支流玄滬河交匯處，相傳即為「神龜負書」之處，距此不遠的西長水村，存有「洛出書處碑」。在2014年，由河南古都洛陽市申報的「河圖洛書傳說」入選為中國國家級非物質文化遺產。

## 起源
河圖、洛書的名稱，散見在早期的中國古典典籍之中:15：
- 《尚書》〈顧命〉篇：「大玉，夷玉，天球，河圖在東序。」

約在周朝初年的時期記載，周成王臨終交待後事時，把召公奭、畢公這幾位姬姓宗親諸侯，以及重要官員們全部聚集在一起。當時提及陳設的玉器共有五組，其中有一件玉石出自黃河，稱為“河圖”，擺放在東廂房（河圖在東序）。
- 《禮記·禮運篇》：「用水、火、金、木、飲食必時。……故天降膏露，地出醴泉，山出器車，河出馬圖。」[16]，注云:「龍而形象馬，故云馬圖。」[17]
- 《論語》：「子曰，鳳鳥不至，河不出圖，吾已矣夫！」[18]。
- 《墨子·非攻下》：「赤鳥銜珪，降周之岐社，曰：『天命周文王伐殷有國。』泰顛來賓，河出綠圖，地出乘黃。」（孫詒讓《閒詁》說「綠」一作「籙」）
- 《管子·小匡》：「夫鳳皇鸞鳥不降，而鷹隼鴟梟豐，庶神不格，守龜不兆。握粟而筮者屢中，時雨甘露不降。飄風暴雨數臻，五穀不蕃，六畜不育，而蓬蒿藜𧆀並興。夫鳳皇之文，前德義，後日昌，昔人之受命者，龍龜假，河出圖，雒出書，地出乘黃，今三祥未見有者。雖曰受命，無乃失諸乎？」
- 《呂氏春秋·應同》：「凡帝王者之將興也，天必先見祥乎下民，……及文王之時，天先見火，赤烏銜丹書集於周社。」
- 賈誼《新書》：「故黃帝職道義，經天地，紀人倫，序萬物，以信與仁為天下先。然後濟東海，入江內，取綠圖，西濟積石，涉流沙，登於崑崙，於是還歸中國，以平天下，天下太平，唯躬道而已。」
- 《淮南子·俶真訓》：「古者至德之世，……洛出丹書，河出綠圖」

「龍馬負圖」、「洛龜負書」的古老傳說

相傳在文字尚未發明之前，伏羲氏治理天下的時候，在黃河支流河邊，目睹了背負圖點的祥獸“龍馬”，從中領悟了重要啟示，進而劃陰陽、四象、八卦。
|  | “伏羲王天下，龍馬出河，遂則其文以畫八卦，謂之河圖，及典謨皆歷代傳寶之”。——漢孔安國傳《尚書》〈洪範〉篇 |

|  | “馬八尺以上為龍，七尺以上為騋，六尺以上為馬。”——《周禮》 |

傳說在河圖出現之後，又有「神龜負書」出現在洛河，在大禹治水時，觀察了洛書、河圖的圖象，體會其中的道理，用以治國。
|  | “天與禹洛出書，神龜負文而出，列於背，有數至於九。禹遂因而第之，以成九類”——漢孔安國傳《尚書》〈洪範〉篇 |

|  | “二九四、七五三、六一八。”——《大戴禮記》 |

|  | “大易之始，……河出龍馬，洛貢龜書。”——漢揚雄《覈靈賦》 |

明代方孔炤在《周易時論》寫道：“河源遠，故為圖之體；洛源近，故為書之用，龍寓于馬，以天行托于地行也，龜者，人用北方之靈智也，即此指之，不躍然耶”說明古老傳說的意義與河圖洛書的起源。
易經與河圖洛書
《易經》〈繫辭傳〉的文字記載，對應了「河圖自黃河中出現；洛書自洛水中出現」的古老傳說：
|  | 〈繫辭·上傳〉：「易有太極，是生兩儀。兩儀生四象，四象生八卦。八卦定吉凶。吉凶生大業。 是故法象莫大乎天地，變通莫大乎四時……備物致用，立成器以為天下利，莫大乎聖人。…… 是故天生神物，聖人則之。天地變化，聖人效之。 天垂象，見吉凶，聖人象之。河出圖，洛出書，聖人則之。」。 |

研究認為，河圖洛書可能是在文字發明以前、巫覡自稱受自天神的圖畫，從最初寶玉或奇石上的紋路或圖象，聖人（伏羲氏、大禹等人）能從中理解天意，後來才演變為有文字註解、在簡牘或帛上的圖書:156，但在具體形式與意義，後世則眾說紛紜。其中有好古，也有疑古的說法。有人認為可能是易經的根源、中華文化的重要資產，也有人認為神話出現在信史之前、文獻不足採信而加以排斥。
鄭玄認為，河圖、洛書為天神的言語，是用來治理國家的參考。西漢時，孔安國解釋「河圖」是與伏羲的八卦有關，「洛書」則是與《尚書．洪範》所列的「九疇」:155相關。
至漢朝時，河圖與洛書成為讖緯之學的一部份。在漢代讖緯中，河圖洛書可以是玉石、龜甲、貝殼等東西上的紋路，又或是一般人不能理解的鳥蟲文。東漢時，亦有傳說河圖洛書繪畫於絲帛上，繪畫了天文地理，如天體星宿、河海山川，或並記載了歷代聖王名號及歷朝盛衰。
《文心雕龍》記載： 夫正位北辰，嚮明南面，所以運天樞，毓黎獻者，何嘗不經道緯德，以勒皇蹟者哉？《綠圖》曰：「潬潬噅噅，棼棼雉雉，萬物盡化。」言至德所被也。《丹書》曰：「義勝欲則從，欲勝義則凶。」戒慎之至也。則戒慎以崇其德，至德以凝其化，七十有二君，所以封禪矣。
（出自《尚書·帝命驗》:「季秋之月甲子，赤爵銜丹書入于酆，止于昌戶。其書云：『敬勝怠者吉，怠勝敬者滅，義勝欲者從，欲勝義者凶。凡事不強則枉，不敬則不正。枉者廢滅，敬者萬世。以仁得之，以仁守之，其量百世。以不仁得之，以仁守之，其量十世。以不仁得之，不仁守之，不及其世。』」；《大戴禮記·武王踐阼》亦載近似之語。）
五代以後，研究中國古文化的學者，對河圖洛書有以下觀點：
- 來源於中國上古時代的九宮星相圖、與占星有關；
- 結合於陰陽五行、風水術數的觀念理論；
- 河圖亦導源於《周易‧繫辭傳》中的「天地生成之數」；

在宋朝之前，太極與河圖洛書的記述只有文字，一直到道家一代宗師陳摶才提出了太極、河圖、洛書的圖案。
陳摶首創「龍圖易」融合了漢朝至唐朝的九宮學說以及五行生成數的理論，提出圖像，名之為龍圖。之後北宋的劉牧又將陳摶的龍圖區分為「河圖」「洛書」兩種圖式：將九宮圖稱為「河圖」，五行生成圖稱為「洛書」。南宋時蔡元定則將它改變過來，反將九宮圖稱之為「洛書」而五行生成圖稱之為「河圖」。
南宋大學者朱熹則支持蔡元定的學說，並將記於《周易本義》卷首，確立了「圖九書十」「書九圖十」之分歧，「圖十書九」成為南宋以來之通用理論。
根据纳波利斯基赫2012年的研究，东亚、西伯利亚和北美洲广泛存在潜水者创世神话。该神话起源极早，下限为旧石器时代晚期。

## 河圖的形成
河圖是用點來表示組成的結構，從一點到十點，形成一種圖形的組合：
1. 一和六佈列在下（居北，在後），
2. 二和七佈列在上（居南，在前），
3. 三和八佈列在左（居東，在左），
4. 四和九佈列在右（居西，在右），
5. 五和十佈列在中央，

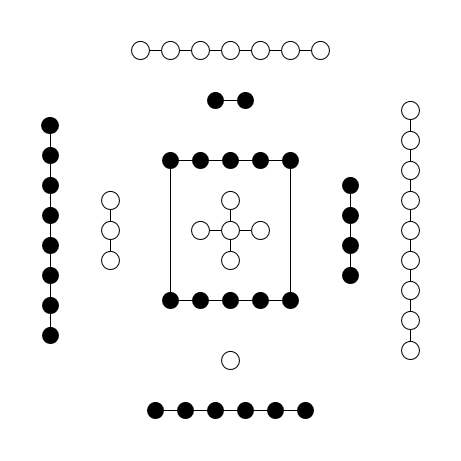
十數圖（河圖的天數地數合圖）

其中奇數（1、3、5、7、9）概用白點，偶數（2、4、6、8、10）概用黑點，使得每一方位均有陰有陽相配。
|  | 「天數五、地數五，五位相得而各有合。天數二十有五，地數三十；凡天地之數五十有五，此所以成變化而行鬼神也。」 「天一、地二、天三、地四、天五、地六、天七、地八、天九、地十。」——〈繫辭·上傳〉 |

|                         | 火 七（生數） 二（成數） |                         |
| 木 八（成數）三（生數） | 土 五（生數） 十（成數） | 金 四（成數）九（生數） |
|                         | 一（生數） 六（成數） 水 |                         |

- 口訣：一六共宗水，二七同道火、三八為朋木、四九為友金、五十共守土。

河圖之數最早可溯源至《尚書‧洪範》所論五行之序，即：「五行，一曰水、二曰火、三曰木、四曰金、五曰土」對此次序的形成，孔穎達說：「三月，春之季，四季土位也，五陽已生，故五為土數，此為生數之由也......中宮而統乎四維，五為數中，故土曰王。」
戰國時期的《尚書，大禹謨》曰：「水火金木土，谷惟修」。其源起於河圖、洛書之數。益圖書之一六水也，二七火也，三八木也，四九金也，五十土也。在圖則左旋而相生，在書則右轉而相剋也。然土於圖書為五十中宮之數，無定位，無專體者也。
揚雄不說五與十，改稱五與五相守在中央，說二五合十在內，五為小成，十為大成，合兩小成便可集大成:18-19。
河圖-圖是因河而來。最早人類要記載河流的狀況與位置，所以用線條來表示河流，而線條創造了圖案。

## 洛書的形成
其排列為九宮圖，為三階魔方陣
| 4 | 9 | 2 |
| 3 | 5 | 7 |
| 8 | 1 | 6 |

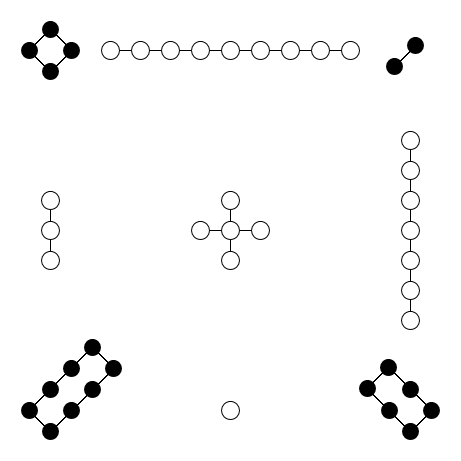

洛書 - 文字是因為要紀錄不同的河流與分辨不同河流時而所作的紀錄，多種文字建立書的來源。洛，是指不同的河流。
- 口訣：「戴九履一、左三右七、二四為肩、六八為足、五居中央。」

|  | “一為太陽之位，九為太陽之數，故一與九對也； 二為少隂之位，八為少隂之數，故二與八對也； 三為少陽之位，七為少陽之數，故三與七對也； 四為太隂之位，六為太隂之數，故四與六對也。 是則以洛書之數而論易，其隂陽之理、奇偶之數、方位之所，若合符節，雖繫辭未嘗明言，然即是而推之，如指諸掌矣。”——王禕《洛書辨》 |

配合上八卦形成： 一坎、二坤、三震、四巽、五入中宮、六、七兌、八艮、九離。這個順序，被應用在風水學上（尤其是玄空派風水學），稱為「洛書軌跡」。
在奇門遁甲中，則成：一白坎水休門、二黑坤土死門、三碧震木傷門、四綠巽木杜門、五黃寄中宮、六白乾金開門、七赤兌金驚門、八白艮土生門、九紫離火景門。

## 應用
在中醫、易經、姓名学、占卜、八字學、紫微斗數、風水學、算命、擇日學、奇門遁甲等中國傳統五術中都有結合陰陽五行、生肖和應用到河圖與洛書的哲學理論。

### 河图
河图和中华古术五行思想相互印证，含生克乘侮变化次序，方位。
古术五行以自然界基本元素金水木火土作喻指事，暗含阴阳，谓之“气”与“音”，类似于现在科学所谓“波粒二象”或者“质能二元”。
五行之气可谓耳熟能详，五行之音则在甲子纳音的阐述中有所涉及。
“夫 气始于东方而左行。音起于西方而右行，阴阳根错而生变化、所谓气始于东方者。四时始于木，右行传于火，火传于土，土传于金，金传于水；所谓音始于西方者，五音始于金，在旋传于火，火传于木，木传于水，水传于土。”
| x       | 7（西） | x       |
| 3（南） | 5       | 9（北） |
| x       | 1（东） | x       |

- 一三五七九对应五行之“气”，自一而始。方位，并五行相生次序：东方一木生南方三火生中央五土生西方七金生北方九水复生木；

| x       | 2（西） | x       |
| 8（北） | 10      | 4（南） |
| x       | 6（东） | x       |

- 二四六八十对应五行之“音”，因河图之数分天地，以观察者为中心，如果大地是上西下东右北左南，则天空是上西下东左北右南。于是便有了五行之音始于西方二金，传南方四火传东方六木传北方八水传中央十土复传金。

#### 河图附会
后世有以河图成左西右东上北下南的所谓“天一生水，地六成之；地二生火，天七成之；天三生木，地八成之；地四生金，天九成之；天五生土，地十成之。”并以此形成流派，都以五行指事，以河图之数建模却并不能自圆其说，有附会之嫌。

### 與洛書的結合
八卦為陰陽的八種組合，在根本基調上，是用不到河圖的數，若是非要把八卦連結河圖的啟發，那就是直觀上的“兩兩相對”與“二分四方”。
河圖與洛書兩圖最直觀的差異，便是“十”。作為河圖最大數“十”，洛書是沒有的。在兩圖的聯想上，可以理解成為“十”包含了九個數。
於是，以陰陽的二元論，十為最大數，把十作二分，把陰陽提取，得五。一為最小數，二倍為二。
這個提取陰陽的過程，得到了四個數，十、五、二、一。
如此，再結合八個卦象之陰陽，取陰為減，取陽為加。
10＋5＋2＋1＝18
10＋5＋2－1＝16
10＋5－2＋1＝14
10＋5－2－1＝12
10－5＋2＋1＝8
10－5＋2－1＝6
10－5－2＋1＝4
10－5－2－1＝2
再二分提取……
18／2＝9，其過程為＋＋＋，故為乾，此次二分，將再以還上，所以形成上下卦。
以此類推，則得9乾、8兌、7離、6震、4巽、3坎、2艮、1坤，再將此解套入洛書，再依說卦提到的作調整，得先天卦，後天卦則依節氣。
进一步的，结合先后天八卦和河图洛书，推演出周易卦序。

### 易棋

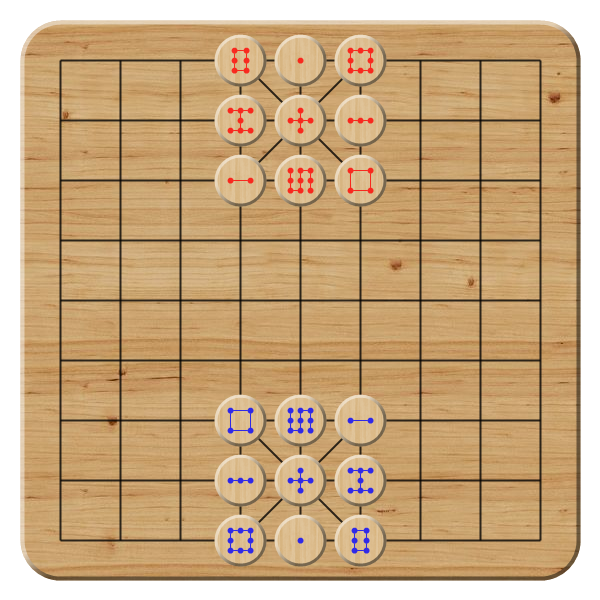
易棋（Zicky）棋盤和所有棋子的開始位置

### 河洛理數
河洛理數，據說由陳摶發明，而為邵雍所述（有可能是託名），現今所見為明崇禎年間刻本，由史應選整理校訂，該法以河圖之數配地支、洛書之數配天干，將一個人出生的年、月、 日、時配成六爻卦，對照《易經》用來探討其人的吉凶禍福的論斷依據。研究認為是餘數定理之另一應用:20：
由八卦納甲，以及八卦配洛書，得到天干與數字的換算：
☰（甲、壬）6
☷（乙、癸）2
☶（丙）8
☱（丁）7
☵（戊）1
☲（己）9
☳（庚）3
☴（辛）4
由地支配河圖，換算成兩兩為一組的數字：
（子）6，1
（丑）10，5
（寅）8，3
（卯）8，3
（辰）10，5
（巳）7，2
（午）7，2
（未）10，5
（申）9，4
（酉）9，4
（戌）10，5
（亥）6，1
再將所有數字（年月日時的天干地支八字，依此可換算出12個數字）分為奇數與偶數：
- 奇數者相加總，稱為“天數”
  - 若天數>25，則天數−25＝餘數（若餘數≥10時，再除以10，取其新的餘數或商）
  - 若天數≤25，則天數÷10＝商……餘數
- 偶數者相加，總和為“地數”
  - 若地數>30，則地數−30＝餘數。（若餘數≥10時，再除以10，取其新的餘數或商）
  - 若地數≤30，則地數÷10＝商……餘數

配卦法：
- 將上述餘數（餘數為0時，用商），配洛書後天八卦（坎1、坤2、震3、巽4、乾6、兌7、艮8、離9）
- “中5”男女配卦不同：
  - 上元：男艮、女坤
  - 中元陽年（甲、丙、戊、庚、壬年）：男艮、女坤
  - 中元陰年（乙、丁、己、辛、癸年）：男坤、女艮[36]
  - 下元：男離、女兌[37]

上卦與下卦的不同：
陽命（甲、丙、戊、庚、壬年）：男屬陽命者，天數在上卦，地數在下卦。
陽命（甲、丙、戊、庚、壬年）：女屬陽命者，天數在下卦，地數在上卦。
陰命（乙、丁、己、辛、癸年）：女屬陰命者，天數在上卦，地數在下卦。
陰命（乙、丁、己、辛、癸年）：男屬陰命者，天數在下卦，地數在上卦。